# 國立臺灣大學數學系

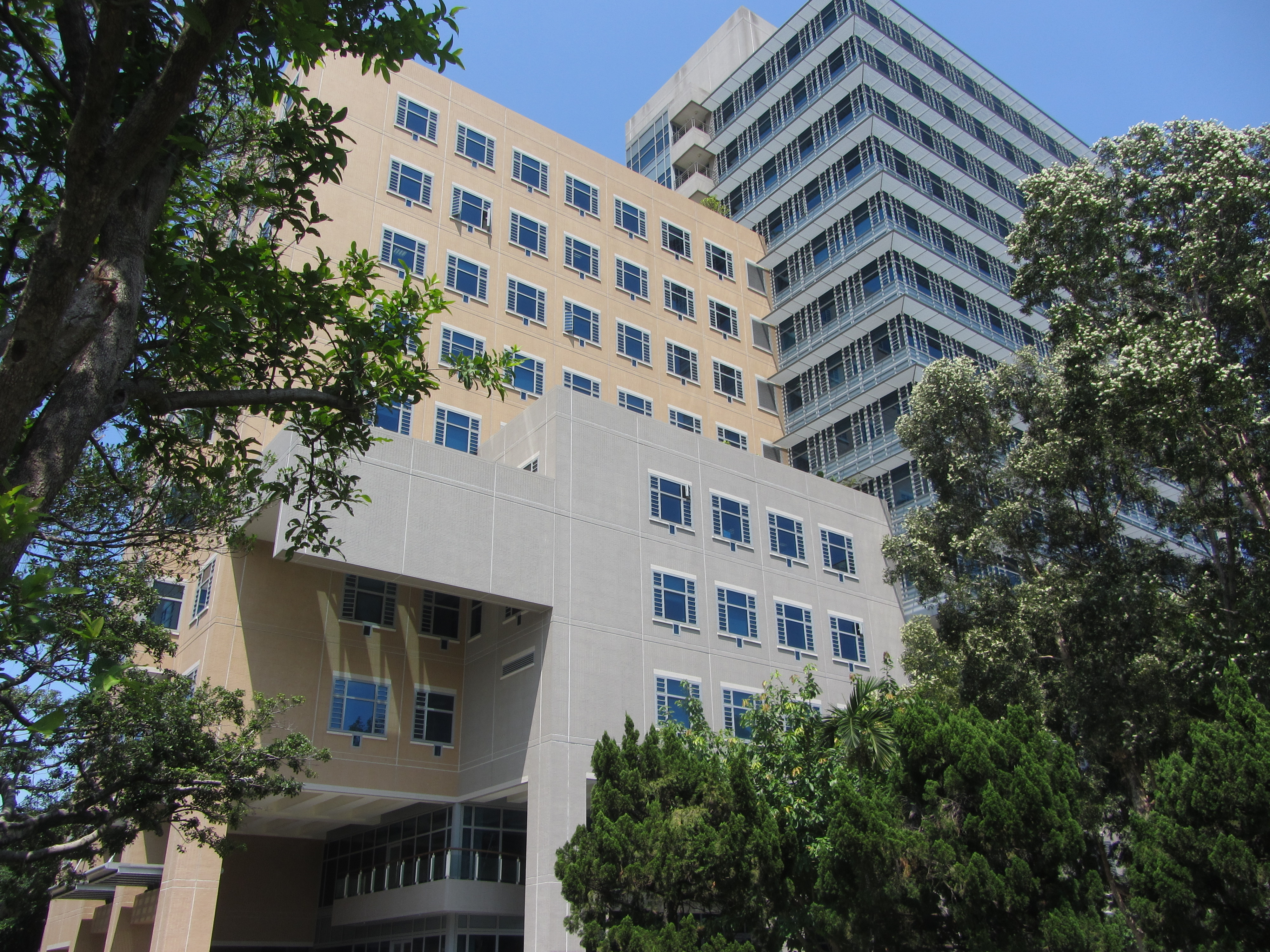
天文數學館，為現今臺大數學系系館

國立臺灣大學數學系（英語：Department of Mathematics, National Taiwan University），簡稱臺灣大學數學系、臺大數學系，於1946年9月成立。臺大數學系在近代臺灣的基礎科學研究、數學推廣與教育上具有重要地位，也參與了臺灣產業與政治的發展。

## 歷史沿革

### 帝國大學時期
1928年，臺北帝國大學成立。1929年，理農學部（1943年改隸理學部）中設立「數學講座」，由東北帝國大學畢業的松村宗治教授主持。松村宗治與首任理農學部部長大島金三郎原先皆在臺北高等農林學校任職，於是教職人員與設備多半沿襲自農林學校。當時數學講座並不屬於任何學科，主要教授數學與數理統計學相關課程。由於師資缺乏，任教於臺北高等學校的加藤平左衛門教授也在數學講座兼課。

### 臺灣大學時期
1945年11月，中華民國教育部臺北帝國大學接收委員會抵台接收帝國大學，由浙江大學教授蘇步青擔任國立臺灣大學首任理學院院長，而後又創立數學系。
1946年4月，蘇步青離臺，沈璿接任臺大理學院院長與數學系主任。1947年8月，原先自帝大留任的松村宗治與加藤平左衛門返回日本，沈璿邀請許振榮、施拱星、李孝傳等教授來臺。1948年，項黼宸與鄧靜華兩位教授來臺。
1949年2月，中央研究院數學研究所所長姜立夫將數學所遷至臺灣，圖書四千冊之存放與研究室皆暫用臺大數學系教室，當時數學所成員也都在臺大數學系任教；同年，姜立夫離臺。在1940至1950年代，由於課程困難與志趣問題，臺大數學系畢業生每年幾乎只有一人；每逢畢業典禮上有數學系畢業生，大家都會起立鼓掌，掌聲久久不停。
1950年代，臺大數學系師生得以赴海外進修充實學識，數學系規模漸長。1960年代，因行政院國家長期科學發展委員會成立，臺大數學系獲得經費在醉月湖畔興建數學館。1965年，長科會數學研究中心在臺大數學系成立，前後七年間，邀請了數十位國際學者在臺大數學系參與暑期科學研討會。
1965至1970年間，項武義教授回台，倡導數學系著手編寫新的中學數學教材，以改善舊教材中美國數學研究小組 (SMSG) 的弊病。1974年，參與編寫新教材的黃武雄教授到國立彰化高級中學等中學進行實驗性試教，並創辦《數學傳播》雜誌以推廣數學教育與普及。1970年代，繆龍驥與黃敏晃教授也投入編寫小學數學教材。
1970年，新數學館落成。1973年，數學系發行《中國數學雜誌》（1997年改名為《台灣數學期刊》）。1976年，數學系首創「委員會制」，系主任由教員選舉產生。
1981年7月，臺大數學系發生陳文成事件。1997年，行政院國家科學委員會國家理論科學研究中心成立，由林長壽教授出任數學組主任。2007年成立臺大數學科學中心 (Taida Institute of Mathematical Sciences, TIMS)。2011年，臺大理論科學研究中心 (Center for Advanced Study in Theoretical Science, CASTS) 在新數學館啟用。

## 系館建築

### 五號館與二號館時期
臺北帝國大學設立數學講座之時，數學教室所在處至今不明。1935年五號館完工，數學講座的教授室和圖書室便設置在五號館二樓後部相連的三個房間。
1949年，傅斯年接任臺大校長，數學系另外獲得二號館二樓的一個大房間，在其內存放了一部分的圖書雜誌，周元燊教授研究室也遷於二號館。
數學系遷離後，五號館今為生農學院生物環境系統工程學系系館，二號館二樓為新興物質與前瞻元件科技研究中心。

### 數學館時期
數學館於1962年落成，位置在醉月湖畔，主要由美援經費興建，在新數學館落成後改稱舊數學館。落成後舊數學館201室便成為當時的數學系圖書室。1967年擴建舊數學館至三層樓高。數學系遷離後目前為工學院機械系所使用。

### 數學研究中心館時期
1970年，數學研究中心館落成，緊鄰舊數學館，因落成年份較晚，一般被稱為新數學館。同年數學系圖書室遷至新數學系館二樓。1989年，新數學館擴建第三、四樓。數學系遷離後，目前一樓為臺大數學科學中心 (TIMS) 及臺大理論科學研究中心 (CASTS)，四樓為文學院翻譯碩士學位學程。

### 天文數學館
2010年，數學系所搬遷至天文數學館，數學系圖書室也搬遷至二樓。天文數學館是目前臺大校園內最高的建築物。

## 歷任系主任
- 第一任 沈璿（1946年4月 ~ 1958年7月）
- 第二任 施拱星（1958年8月 ~ 1962年7月）
- 第三任 許振榮（1962年8月 ~ 1963年9月）
- 第四任 項黼宸（1963年10月 ~ 1965年7月）
- 第五任 施拱星（1965年8月 ~ 1966年7月）
- 第六任 王九逵（1966年8月 ~ 1967年7月）
- 第七任 繆龍驥（1967年8月 ~ 1969年7月）
- 第八任 賴東昇（1969年8月 ~ 1971年7月）
- 第九任 楊維哲（1971年8月 ~ 1973年7月）
- 第十任 張秋俊（1973年8月 ~ 1976年7月）
- 第十一任 姚景星（1976年8月 ~ 1978年7月）
- 第十二任 洪成完（1978年8月 ~ 1981年7月）
- 第十三任 曹亮吉（1981年8月 ~ 1984年7月）
- 第十四任 李白飛（1984年8月 ~ 1987年7月）
- 第十五任 康明昌（1987年8月 ~ 1990年7月）
- 第十六任 張瑞吉（1990年8月 ~ 1993年7月）
- 第十七任 張海潮（1993年8月 ~ 1996年7月）
- 第十八任 陳宏（1996年8月 ~ 1999年7月）
- 第十九任 陳宜良（1999年8月 ~ 2002年7月）
- 第二十任 謝南端（2002年8月 ~ 2004年7月）
- 第二十一任 蔡宜洵（2004年8月 ~ 2007年7月）
- 第二十二任 張鎮華（2007年8月 ~ 2010年7月）
- 第二十三任 王振男（2010年8月 ~ 2013年7月）
- 第二十四任 李瑩英（2013年8月 ~ 2016年7月）
- 第二十五任 陳榮凱（2016年8月 ~ 2019年7月）
- 第二十六任 崔茂培（2019年8月 ~ 現今）

## 知名系友

### 學術領域
- 項武忠：中央研究院院士、美國文理科學院院士。
- 楊維哲：國立臺灣大學數學系名譽教授。
- 曹亮吉：曾任國立臺灣大學數學系教授兼系主任、《中國數學雜誌》與《科學月刊》總編輯。
- 劉太平：中央研究院院士，曾任美國史丹佛大學數學系教授。
- 金芳蓉：中央研究院院士，美國加利福尼亞大學聖地牙哥分校教授。
- 李文卿：美國賓州州立大學數學系特聘教授，現任國家理論科學研究中心主任。
- 張聖容：美國國家科學院院士、中央研究院院士，美國普林斯頓大學數學系教授。
- 吳建福：美國國家工程院院士、中央研究院院士，美國喬治亞理工學院工業及系統工程系教授，1987年考普斯會長獎得主。
- 陳文成：陳文成事件之受害者，曾任美國卡內基梅隆大學統計系助理教授。
- 林長壽：中央研究院院士，首屆晨興數學獎得主。
- 李克昭：中央研究院院士，曾任中研院統計所所長。
- 蕭美琪：美國聖母大學數學系教授。
- 翟敬立：中央研究院院士。
- 姚鴻澤：中央研究院院士，美國哈佛大學教授。2000年龐加萊獎、2001年晨興數學獎得主。
- 王金龍：國立臺灣大學數學系教授，2001年晨興數學獎得主。
- 許聞廉：中央研究院資科所特聘研究員，自然輸入法發明人
- 吳志揚：現任元智大學校長，曾任國立中正大學校長。
- 釋慧開（陳開宇）：南華大學副校長，生死學系教授。
- 蔡彥卿：國立臺灣大學會計系教授，中華民國會計研究發展基金會執行董事。
- 葉丙成：國立臺灣大學電機工程學系教授，幫你優（BoniO Inc.）執行長。

### 工商領域
- 黃宗仁：曾任精誠資訊公司董事長。
- 吳平原：國泰銀行創辦人之一，曾任副董事長兼首席營運長。
- 張天立：博客來網路書店創辦人。
- 翟本喬：美斯潔股份有限公司董事長，曾任臺北市政府市政顧問。
- 張盛舒：科技紫微網創辦人、禧達康資訊公司董事長。
- 林昭廷：國泰人壽董事兼副總經理。

### 演藝領域
- 周華健：歌手，數學系肄業，第4屆金曲獎最佳華語男歌手獎得獎者。

## 外部連結
- 國立臺灣大學數學系暨研究所 （页面存档备份，存于）
- 臺大理論科學研究中心 (Center for Advanced Study in Theoretical Science, CASTS) （页面存档备份，存于）